# Јединица информације
У рачунарству и телекомуникацијама, јединица информације је капацитет неког стандардног система за складиштење података или комуникационог канала, који се користи за мерење капацитета других система и канала. У теорији информација, јединице информација се такође користе за мерење информација садржаних у порукама и ентропије случајних променљивих.
Најчешће коришћене јединице капацитета за складиштење података су бит, капацитет система који има само два стања, и бајт (или октет ), који је еквивалентан осам битова. Вишеструке јединице се могу формирати од њих са СИ префиксима (префикси степена-десет) или новијим ИЕЦ бинарним префиксима (префикси-потенцијал-два).

## Примарне јединице
Године 1928, Ралф Хартли  је приметио фундаментални принцип складиштења,  који је даље формализовао Клод Шенон 1945: информације које се могу ускладиштити у систему су пропорционалне логаритму од Н могућих стања тог система, означеног као logb N . Промена основе логаритма са б на други број ц има ефекат множења вредности логаритма фиксном константом, односно logc N = (logc b) logb N Дакле, избор базе б одређује јединицу која се користи за мерење информација. Конкретно, ако је б позитиван цео број, онда је јединица количина информација која се може ускладиштити у систему са Н могућих стања.
Када је б 2,  јединица је шенон, једнака садржају информација једног "бита" (портманто бинарне цифре  ). Систем са 8 могућих стања, на пример, може да ускладишти до лог 2 8 = 3 бита информација. Остале јединице које су именоване укључују:
База б = 3
јединица се зове " трит ", и једнака је log2 3 (≈ 1.585) битова.
База б = 10
јединица се зове децимална цифра, хартли, бан, децит или дит, и једнака је лог 2 10 (≈ 3.322) бита.
База б = е, основа природних логаритама
јединица се зове нат, нит или непит (од неперијанског ) и вреди log2 e (≈ 1.443) бита.
Трит, бан и нат се ретко користе за мерење капацитета складиштења; али се нат, посебно, често користи у теорији информација, јер су природни логаритми математички погоднији од логаритма у другим базама.

## Јединице изведене из бита
Неколико конвенционалних назива се користи за колекције или групе битова.

### Бит
Историјски гледано, бајт је био број битова који се користе за кодирање карактера текста у рачунару, што је зависило од хардверске архитектуре рачунара; али данас скоро увек значи осам битова – односно октет . Бајт може представљати 256 (2 8 ) различитих вредности, као што су не негативни цели бројеви од 0 до 255, или цели бројеви са предзнаком од −128 до 127. Стандард ИЕЕЕ 1541-2002 наводи „Б“ (велика слова) као симбол за бајт ( ИЕЦ 80000-13 користи „о“ за октет на француском,  али такође дозвољава „Б“ на енглеском, што је који се стварно користи). Бајтови или њихови вишекратници се скоро увек користе за одређивање величина рачунарских датотека и капацитета јединица за складиштење. Већина савремених рачунара и периферних уређаја дизајнирани су да манипулишу подацима у целим бајтовима или групама бајтова, а не појединачним битовима.

### Нибл
Група од четири бита, или пола бајта, понекад се назива Нибл. Ова јединица се најчешће користи у контексту хексадецималних репрезентација бројева, пошто нибл има исту количину информација као једна хексадецимална цифра.

### Крумб
Пар од два бита или четвртина бајта се звао крумб, који се често користио у раном 8-битном рачунарству (видети Атари 2600, ЗИКС Спектрум ). Сада је у великој мери угашено.

### Реч, блок и страница
Рачунари обично манипулишу битовима у групама фиксне величине, које се конвенционално називају речима . Број битова у речи се обично дефинише величином регистара у ЦПУ рачунара, или бројем битова података који се преузимају из његове главне меморије у једној операцији. У ИА-32 архитектури, познатијој као к86-32, реч има 16 бита, али друге претходне и садашње архитектуре користе речи са 4, 8, 9, 12, 13, 16, 18, 20, 21, 22, 24, 25, 29, 30, 31, 32, 33, 35, 36, 38, 39, 40, 42, 44, 48, 50, 52, 54, 56, 60, 64, 72   бита или други.
Неке машинске инструкције и формати рачунарских бројева користе две речи („двострука реч” или „дворд”) или четири речи („четворострука реч” или „квад”).
Кеш меморије рачунара обично ради на блоковима меморије који се састоје од неколико узастопних речи. Ове јединице се обично називају кеш блокови, или, у кеш меморији ЦПУ-а, кеш линије .
Системи виртуелне меморије деле главну меморију рачунара на још веће јединице, које се традиционално називају страницама .

### Систематски вишекратници
Термини за велике количине битова могу се формирати коришћењем стандардног опсега СИ префикса за степене од 10, нпр., килограм = 10 3 = 1000 (као у килобиту или кбиту), мега = 10 6 = 1000000 (као у мегабиту или Мбиту) и гига = 10 9 = 1000000000 (као у гигабиту или Гбиту). Ови префикси се чешће користе за вишеструке бајтове, као у килобајту (1 кБ = 8000 бита), мегабајт (1 МБ = 8000000bit ) и гигабајт (1 ГБ = 8000000000bit ).
Међутим, из техничких разлога, капацитети рачунарске меморије и неких јединица за складиштење често су вишеструки од неке велике снаге двојке, као што је 2 28 = 268435456 бајтова. Да би избегли такве гломазне бројеве, људи су често мењали префиксе СИ тако да означавају најближу потенцију два, на пример, користећи префикс кило за 2 10 = 1024, мега за 2 20 = 1048576, а гига за 2 30 = 1073741824 и тако даље. На пример, меморијски чип са случајним приступом капацитета 2 28 бајтова би се називао чипом од 256 мегабајта. Табела у наставку илуструје ове разлике.
| Симбол | Префикс | СИ Значење     | Бинарно значење | Разлика у величини |
| ------ | ------- | -------------- | --------------- | ------------------ |
| к      | кило    | 10 3 = 1000 1  | 2 10 = 1024 1   | 2,40%              |
| М      | мега    | 10 6 = 1000 2  | 2 20 = 1024 2   | 4,86%              |
| Г      | гига    | 10 9 = 1000 3  | 2 30 = 1024 3   | 7,37%              |
| Т      | тера    | 10 12 = 1000 4 | 2 40 = 1024 4   | 9,95%              |
| П      | пета    | 10 15 = 1000 5 | 2 50 = 1024 5   | 12,59%             |
| Е      | ека     | 10 18 = 1000 6 | 2 60 = 1024 6   | 15,29%             |
| З      | зета    | 10 21 = 1000 7 | 2 70 = 1024 7   | 18,06%             |
| И      | јота    | 10 24 = 1000 8 | 2 80 = 1024 8   | 20,89%             |

У прошлости је коришћено велико К уместо малог к за означавање 1024 уместо 1000. Међутим, ова употреба се никада није доследно примењивала.
С друге стране, за екстерне системе за складиштење (као што су оптички дискови ), СИ префикси се обично користе са својим децималним вредностима (потенцијама 10). Било је много покушаја да се реши конфузија пружањем алтернативних нотација за умножаке степена два. Године 1998. Међународна електротехничка комисија (ИЕЦ) је издала стандард за ову сврху, односно низ бинарних префикса који користе 1024 уместо 1000 као главни радикс:
| Симбол | Префикс                |                   |              |          |
| ------ | ---------------------- | ----------------- | ------------ | -------- |
| Ки     | киби, бинарни килограм | 1 кибибајт (КиБ)  | 2 10 бајтова | 1024 Б   |
| Ми     | меби, бинарни мега     | 1 мебибајт (МиБ)  | 2 20 бајтова | 1024 КиБ |
| Ги     | гиби, бинарни гига     | 1 гибибајт (ГиБ)  | 2 30 бајтова | 1024 МиБ |
| Ти     | теби, бинарна тера     | 1 тебибајт (ТиБ)  | 2 40 бајтова | 1024 ГиБ |
| Пи     | пеби, бинарни пета     | 1 пебибајт (ПиБ)  | 2 50 бајтова | 1024 ТиБ |
| Еи     | екби, бинарни ека      | 1 ексбибајт (ЕиБ) | 2 60 бајтова | 1024 ПиБ |

ЈЕДЕЦ меморијски стандард ЈЕСД88Ф напомиње да су дефиниције килограма (К), гига (Г) и мега (М) засноване на степену двојке укључене само да би одражавале уобичајену употребу.

## Примери величине
- 1 бит: Одговор на питање са да/не
- 1 бајт: број од 0 до 255
- 90 бајтови: Довољно за складиштење типичног реда текста из књиге
- 512 бајтова = 0,5 КиБ: Типичан сектор чврстог диска
- 1024 бајтова = 1 КиБ: Класична величина блока у УНИКС системима датотека
- 2048 бајтова = 2 КиБ: ЦД-РОМ сектор
- 4096 бајтова = 4 КиБ: меморијска страница у Х86 (од Интел 80386 )
- 4 кБ: Отприлике једна страница текста из романа
- 120 кБ: Текст типичне џепне књиге
- 1 МиБ: Битмап слика од 1024×1024 пиксела са 256 боја (дубина боје од 8 бпп)
- 3 МБ: песма од три минута (133 кбит/с)
- 650–900 МБ – ЦД-РОМ
- 1 ГБ: 114 минута некомпримованог звука ЦД квалитета на 1.4 Мбит/с
- 8/16 ГБ: Две уобичајене величине УСБ флеш дискова
- 4 ТБ: Величина чврстог диска од 100 УСД (од почетка 2018)
- 12 ТБ: Највећи хард диск (од почетка 2018)
- 16 ТБ: Највећи комерцијално доступан ССД уређај (од почетка 2018)
- 100 ТБ: Највећи ССД уређај направљен (од почетка 2018)
- 1.3 ЗБ: Предвиђање обима целог интернета у 2016

## Застареле и необичне јединице
Неколико других јединица за складиштење информација је именовано:
- 1 бит: унибит,[9][10] сниф,
- 2 бита: дибит, квартична цифра, четворка, четвртина, укус, таисте, тидбит, тидбит, лик, полу-нибл, сниф
- 3 бита: трибит, тријада,  тријада,   триббле
- 4 бита: карактер (на Интел 4004  – међутим, карактера је обично 8 битове ширине или веће на другим процесорима), за друге погледајте Ниббле
- 5 бита: пентада, пентада
- 6 бита: бајт (у раним ИБМ машинама које су користиле БЦД алфамерике ), хексада, хексада,   секстет
- 7 бита: хептада, хептада
- 8 бита: октет, који се обично назива и бајт
- 9 бита: нонет,  ретко се користи
- 10 бита: децлет,     децле,  декле, диме
- 12 бита: плоча
- 15 бита: парцела (на ЦДЦ 6600 и ЦДЦ 7600 )
- 16 битова: дублет,  виде,
- 18 бита: комп, кавмп (на 36-битној машини)
- 32 бита: куадлет,    тетра,  вечера, вечера, гавбле (на 32-битној машини)
- 48 бита: гутање, гавбле (под околностима које остају нејасне)
- 64 бита: оклет,  окта
- 96 бита: бентобок (у ИТРОН ОС- у)
- 128 бита: хекслет
- 16 бајтова: пасус (на Интел к86 процесорима)
- 256 бајтова: страница (на процесорима Интел 4004,  8080 и 8086,  такође многим другим 8-битним процесорима – обично много већи на многим 16-битним/32-битним процесорима)
- 6 тритс : Трит
- комбит, комворд

Неки од ових назива су жаргонски, застарели или се користе само у веома ограниченим контекстима.

## Види Још
- Метрички префикс
- Величина датотеке